# La Forest-Landerneau
La Forest-Landerneau är en kommun i departementet Finistère i regionen Bretagne i västra Frankrike. Kommunen ligger i kantonen Landerneau som tillhör arrondissementet Brest. År 2022 hade La Forest-Landerneau 1 999 invånare.

## Befolkningsutveckling
Antalet invånare i kommunen La Forest-Landerneau
Referens:INSEE